# The Arab (film fra 1915)
The Arab er en amerikansk eventyrstumfilm i sort-hivd fra 1915 instrueret af Cecil B. DeMille. En del af filmen kan ses på Gosfilmfondens film arkiv

## Medvirkende
- Edgar Selwyn – Jamil
- Horace B. Carpenter – Sheiken
- Milton Brown – Abdullah
- William Elmer – Meshur
- Sydney Deane – Dr. Hilbert
- Gertrude Robinson – Mary Hilbert
- J. Parks Jones – Ibrahim
- Theodore Roberts – Tyrkisk guvernør
- Raymond Hatton
- Irvin S. Cobb – Amerikansk turist